# Europamästerskapen i skytte 2024
Europamästerskapen i skytte 2024 hölls mellan den 20 maj och 8 juni 2024 i Osijek i Kroatien. Mästerskapet bestod av tävlingar i skyttegrenarna pistol och gevär från distanserna 25, 50 och 300 meter.

## Medaljörer

### Seniorer

#### Gevär
| Gren                              | Guld                                                           | Guld              | Silver                                                        | Silver             | Brons                                                        | Brons    |
| Herrar                            |                                                                |                   |                                                               |                    |                                                              |          |
| 50 m gevär tre ställningar        | Jon-Hermann Hegg Norge                                         | 462,3             | Serhij Kulisj Ukraina                                         | 461,1              | Patrik Jány Slovakien                                        | 450,2    |
| 50 m gevär tre ställningar, lag   | Norge Jon-Hermann Hegg Henrik Larsen Ole Martin Halvorsen      | 1772-160x         | Frankrike Romain Aufrère Lucas Kryzs Michael d'Halluin        | 1765-89x           | Österrike Andreas Thum Alexander Schmirl Patrick Diem        | 1763-93x |
| 50 m gevär tre ställningar, trio  | Tjeckien Petr Nymburský Filip Nepejchal Jiří Přívratský        | 16                | Slovakien Štefan Šulek Ondrej Holko Patrik Jány               | 4                  | Serbien Milenko Sebić Milutin Stefanović Marko Ivanović      | 16 (10)  |
| 50 m liggande gevär               | Patrik Jány Slovakien                                          | 628,8             | Jon Thor Sigurdsson Island                                    | 627,0              | Jesper Johansson Sverige                                     | 627,0    |
| 50 m liggande gevär, lag          | Slovakien Patrik Jány Štefan Šulek Ondrej Holko                | 1876,4            | Tjeckien Jiří Přívratský Petr Nymburský Filip Nepejchal       | 1871,0             | Norge Jon-Hermann Hegg Henrik Larsen Ole Martin Halvorsen    | 1869,9   |
| 300 m gevär tre ställningar       | Péter Sidi Rumänien                                            | 593 0VR0, 0ER0    | Bernhard Pickl Österrike                                      | 588                | Gilles Dufaux Schweiz                                        | 585      |
| 300 m gevär tre ställningar, lag  | Schweiz Gilles Dufaux Pascal Bachmann Simon Maag               | 1745-67x          | Österrike Bernhard Pickl Patrick Diem Tobias Mair             | 1741-65x           | Finland Sebastian Långström Riku Koskela Juho Autio          | 1731-50x |
| 300 m gevär tre ställningar, trio | Schweiz Pascal Bachmann Gilles Dufaux Simon Maag               | 17                | Österrike Bernhard Pickl Patrick Diem Tobias Mair             | 9                  | Polen Andrzej Burda Rafał Łukaszyk Daniel Romańczyk          | 16 (14)  |
| 300 m liggande gevär              | Rajmond Debevec Slovenien                                      | 598               | Alexander Schmirl Österrike                                   | 596                | Péter Sidi Rumänien                                          | 596      |
| 300 m liggande gevär, lag         | Schweiz Pascal Bachmann Gilles Dufaux Simon Maag               | 1783-97x          | Österrike Alexander Schmirl Bernhard Pickl Patrick Diem       | 1779-99x           | Sverige Karl Olsson Andreas Jansson Johan Gustafsson         | 1773-83x |
| Damer                             |                                                                |                   |                                                               |                    |                                                              |          |
| 50 m gevär tre ställningar        | Chiara Leone Schweiz                                           | 463,5             | Julia Piotrowska Polen                                        | 460,8              | Emely Jäggi Schweiz                                          | 450,7    |
| 50 m gevär tre ställningar, lag   | Schweiz Chiara Leone Emely Jäggi Nina Christen                 | 1773-112x         | Norge Jeanette Hegg Duestad Jenny Stene Mari Bårdseng Løvseth | 1765-97x           | Polen Julia Piotrowska Natalia Kochańska Aleksandra Pietruk  | 1760-88x |
| 50 m gevär tre ställningar, trio  | Schweiz Chiara Leone Emely Jäggi Nina Christen                 | 17                | Norge Jeanette Hegg Duestad Jenny Stene Mari Bårdseng Løvseth | 13                 | Polen Julia Piotrowska Natalia Kochańska Aleksandra Pietruk  | 16 (14)  |
| 50 m liggande gevär               | Sára Karasová Tjeckien                                         | 629,7             | Darja Tjuprys · AIN                                           | 628,8 0VRJ0, 0ERJ0 | Jenny Stene Norge                                            | 628,5    |
| 50 m liggande gevär, lag          | Tjeckien Sára Karasová Veronika Blažíčková Kateřina Štefánková | 1881,4 0VR0, 0ER0 | Norge Jenny Stene Jeanette Hegg Duestad Mari Bårdseng Løvseth | 1876,7             | Schweiz Chiara Leone Anja Senti Sarina Hitz                  | 1870,7   |
| 300 m gevär tre ställningar       | Agathe Girard Frankrike                                        | 589               | Karolina Romańczyk Polen                                      | 589                | Katrine Lund Norge                                           | 588      |
| 300 m gevär tre ställningar, lag  | Norge Katrine Lund Jenny Vatne Oda Flikkerud                   | 1745-62x          | Schweiz Silvia Guignard Sarina Hitz Anja Senti                | 1731-53x           | Polen Karolina Romańczyk Sylwia Bogacka Paula Wrońska        | 1728-42x |
| 300 m gevär tre ställningar, trio | Norge Katrine Lund Jenny Vatne Oda Flikkerud                   | 16                | Schweiz Silvia Guignard Sarina Hitz Anja Senti                | 14                 | Estland Liudmila Kortshagina Katrin Smirnova Anžela Voronova | 16 (8)   |
| 300 m liggande gevär              | Charlotte Jakobsen Danmark                                     | 595               | Anžela Voronova Estland                                       | 595                | Karina Kotkas Estland                                        | 594      |
| 300 m liggande gevär, lag         | Schweiz Anja Senti Sarina Hitz Silvia Guignard                 | 1773-90x          | Estland Anžela Voronova Karina Kotkas Liudmila Kortshagina    | 1762-73x           | Polen Karolina Romańczyk Paula Wrońska Sylwia Bogacka        | 1750-55x |
| Mixed                             |                                                                |                   |                                                               |                    |                                                              |          |
| 50 m gevär tre ställningar        | Ukraina Darja Dudka Serhij Kulisj                              | 17                | Norge Mari Bårdseng Løvseth Henrik Larsen                     | 15                 | Schweiz Nina Christen Christoph Dürr                         | 16 (10)  |
| 50 m gevär liggande gevär         | Slovakien Daniela Demjén Pešková Ondrej Holko                  | 17                | Tjeckien Veronika Blažíčková Petr Nymburský                   | 9                  | Slovakien Miroslava Kyseľová Štefan Šulek                    | 16 (12)  |
| 300 m gevär tre ställningar       | Sverige Elin Åhlin Karl Olsson                                 | 17                | Schweiz Silvia Guignard Pascal Bachmann                       | 11                 | Österrike Jasmin Kitzbichler Bernhard Pickl                  | 16 (10)  |
| 300 m liggande gevär              | Sverige Elin Åhlin Karl Olsson                                 | 17                | Polen Karolina Romańczyk Daniel Romańczyk                     | 11                 | Danmark Charlotte Jakobsen Carsten Brandt                    | 16 (14)  |
| Öppen klass                       |                                                                |                   |                                                               |                    |                                                              |          |
| 300 m standardgevär               | Bernhard Pickl Österrike                                       | 591 0ER0          | Silvia Guignard Schweiz                                       | 590                | Karl Olsson Sverige                                          | 588      |

#### Pistol
| Gren                   | Guld                                                 | Guld     | Silver                                                         | Silver   | Brons                                                              | Brons    |
| Herrar                 |                                                      |          |                                                                |          |                                                                    |          |
| 25 m snabbpistol       | Maksym Horodynets Ukraina                            | 31       | Riccardo Mazzetti Italien                                      | 28       | Christian Reitz Tyskland                                           | 26       |
| 25 m snabbpistol, lag  | Tyskland Christian Reitz Oliver Geis Florian Peter   | 1751-69x | Ukraina Maksym Horodynets Volodymyr Pasternak Pavlo Korostylov | 1740-66x | Italien Riccardo Mazzetti Massimo Spinella Andrea Morassut         | 1736-61x |
| 25 m snabbpistol, trio | Tyskland Christian Reitz Oliver Geis Florian Peter   | 17       | Ukraina Maksym Horodynets Volodymyr Pasternak Denys Kusjnirov  | 11       | Tjeckien Matěj Rampula Antonín Tupý Tomáš Těhan                    | 16 (6)   |
| Damer                  |                                                      |          |                                                                |          |                                                                    |          |
| 25 m pistol            | Camille Jedrzejewski Frankrike                       | 33       | Doreen Vennekamp Tyskland                                      | 32       | Aliaksandra Piatrova · AIN                                         | 25       |
| 25 m pistol, lag       | Tyskland Josefin Eder Doreen Vennekamp Monika Karsch | 1756-58x | Frankrike Camille Jedrzejewski Mathilde Lamolle Héloïse Fourré | 1746-62x | Ungern Veronika Major Miriam Jákó Renáta Sike                      | 1741-61x |
| 25 m pistol, trio      | Tyskland Josefin Eder Doreen Vennekamp Monika Karsch | 16       | Ungern Veronika Major Miriam Jákó Renáta Sike                  | 12       | Bulgarien Antoaneta Kostadinova Miroslava Mintjeva Lidija Nentjeva | 17 (13)  |
| Mixed                  |                                                      |          |                                                                |          |                                                                    |          |
| 25 m snabbpistol       | Ukraina Julija Korostylova Maksym Horodynets         |          | Ukraina Anastasija Nimets Volodymyr Pasternak                  |          | Bulgarien Lidija Nentjeva Stojan Pusjkov                           |          |
| Öppen klass            |                                                      |          |                                                                |          |                                                                    |          |
| 25 m grovpistol        | Martin Bolek Slovakien                               | 583 0ER0 | Ruslan Lunyov Azerbajdzjan                                     | 582      | Tomáš Těhan Tjeckien                                               | 577      |
| 25 m standardpistol    | Kévin Chapon Frankrike                               | 578      | Veronika Major Ungern                                          | 574      | Ruslan Lunyov Azerbajdzjan                                         | 570      |
| 50 m pistol            | Emīls Vasermanis Lettland                            | 565 0ER0 | Lauris Strautmanis Lettland                                    | 557      | Oleh Omeltjuk Ukraina                                              | 555      |

### Juniorer

#### Gevär
| Gren                             | Guld                                                               | Guld                | Silver                                                   | Silver   | Brons                                                              | Brons    |
| Herrar                           |                                                                    |                     |                                                          |          |                                                                    |          |
| 50 m gevär tre ställningar       | Michał Chojnowski Polen                                            | 457,1               | Wiktor Sajdak Polen                                      | 453,5    | Patrick Entner Österrike                                           | 443,4    |
| 50 m gevär tre ställningar, lag  | Polen Wiktor Sajdak Michał Chojnowski Jakub Goliszek               | 1745-67x            | Österrike Patrick Entner Kevin Weiler Kiano Waibel       | 1732-75x | Norge Even Olai Enger Throndsen Vebjørn Grimsrud Jens Olsrud Østli | 1729-72x |
| 50 m gevär tre ställningar, trio | Norge Even Olai Enger Throndsen Vebjørn Grimsrud Jens Olsrud Østli | 16                  | Ukraina Ivan Tkalenko Oleksii Viatchin Danylo Hrynyk     | 4        | Tyskland Alexander Karl Justus Ott Nils Palberg                    | 16 (10)  |
| 50 m liggande gevär              | Wiktor Sajdak Polen                                                | 627,0               | András Dénes Ungern                                      | 625,2    | Moritz Faltinat Tyskland                                           | 625,1    |
| 50 m liggande gevär, lag         | Tyskland Moritz Faltinat Justus Ott Alexander Karl                 | 1781,2 0VRJ0, 0ERJ0 | Ungern András Dénes Ferenc Török Áron Rácz               | 1863,6   | Polen Wiktor Sajdak Jakub Goliszek Michał Chojnowski               | 1862,6   |
| Damer                            |                                                                    |                     |                                                          |          |                                                                    |          |
| 50 m gevär tre ställningar       | Caroline Finnestad Lund Norge                                      | 457,0               | Hana Strakušek Slovenien                                 | 456,5    | Maja Gawenda Polen                                                 | 444,8    |
| 50 m gevär tre ställningar, lag  | Tyskland Hannah Wehren Nele Stark Anna-Marie Beutler               | 1748-77x            | Serbien Emilija Ponjavić Anja Knežević Aleksandra Havran | 1739-70x | Norge Pernille Nor-Woll Caroline Finnestad Lund Martine Sve        | 1738-90x |
| 50 m gevär tre ställningar, trio | Serbien Emilija Ponjavić Anja Knežević Aleksandra Havran           | 16                  | Tyskland Hannah Wehren Nele Stark Anna-Marie Beutler     | 14       | Norge Pernille Nor-Woll Caroline Finnestad Lund Martine Sve        | 16 (6)   |
| 50 m liggande gevär              | Hannah Wehren Tyskland                                             | 626,7               | Caroline Finnestad Lund Norge                            | 625,6    | Martine Sve Norge                                                  | 623,3    |
| 50 m liggande gevär, lag         | Norge Caroline Finnestad Lund Martine Sve Pernille Nor-Woll        | 1871,0 0VRJ0, 0ERJ0 | Tyskland Hannah Wehren Nele Stark Franziska Driessen     | 1864,6   | Estland Marleen Riisaar Anastassia Olewicz Susanna Sule            | 1853,5   |
| Mixed                            |                                                                    |                     |                                                          |          |                                                                    |          |
| 50 m gevär tre ställningar       | Tyskland Hannah Wehren Nils Palberg                                | 16                  | Tyskland Anna-Marie Beutler Justus Ott                   | 4        | Serbien Aleksandra Havran Aleksa Rakonjac                          | 16 (8)   |
| 50 m liggande gevär              | Norge Pernille Nor-Woll Jens Olsrud Østli                          | 16                  | Polen Wilhelmina Wośkowiak Jakub Goliszek                | 6        | Polen Maja Gawenda Wiktor Sajdak                                   | 17 (13)  |

#### Pistol
| Gren                   | Guld                                                       | Guld      | Silver                                                     | Silver    | Brons                                                                     | Brons    |
| Herrar                 |                                                            |           |                                                            |           |                                                                           |          |
| 25 m snabbpistol       | Matteo Mastrovalerio Italien                               | 27        | Hervé-Louis Le Guellaff Dumas Frankrike                    | 26        | Yan Chesnel Frankrike                                                     | 20       |
| 25 m snabbpistol, lag  | Frankrike Yan Chesnel Théo Moczko Arnaud Gamaleri          | 1725-48x  | Polen Tomasz Jędraszczyk Ivan Rakitski Stanisław Nowosadko | 1699-43x  | Tyskland Fiete Kühn Leonhard Kunzlmann Tim Krauzpaul                      | 1662-20x |
| 25 m snabbpistol, trio | Polen Stanisław Nowosadko Ivan Rakitski Tomasz Jędraszczyk | 16        | Tyskland Fiete Kühn Leonhard Kunzlmann Tim Krauzpaul       | 2         | Ukraina Vladyslav Medushevskyi Oleksii Tsion Timur Pidhornyi              | 17 (15)  |
| 25 m pistol            | Wiktor Kopiwoda Polen                                      | 582       | Matteo Mastrovalerio Italien                               | 580       | Théo Moczko Frankrike                                                     | 576      |
| 25 m pistol, lag       | Polen Wiktor Kopiwoda Tomasz Jędraszczyk Ivan Rakitski     | 1722-42x  | Tjeckien Martin Cunda Václav Škorpil Filip Čupka           | 1717-43x  | Italien Matteo Mastrovalerio Martino Gentilini Luca Arrighi               | 1706-42x |
| Damer                  |                                                            |           |                                                            |           |                                                                           |          |
| 25 m pistol            | Alise Dvarišķe Lettland                                    | 23        | Alice Rocco Italien                                        | 22        | Alice Ambrosini Schweiz                                                   | 19       |
| 25 m pistol, lag       | Kroatien Lana Špirelja Anna Ćukušić Marija Maglica         | 1683-42x  | Ukraina Viliena Bevz Yuliia Didenko Polina Zaichenko       | 1675-26x  | Tyskland Lydia Vetter Franziska Thürmer Ronja Gmeinder                    | 1658-33x |
| 25 m pistol, trio      | Ukraina Viliena Bevz Yuliia Didenko Polina Zaichenko       | 17        | Kroatien Anna Ćukušić Marija Maglica Lana Špirelja         | 15        | Norge Ane Björkås Torgersen Tiril Fredrikke Schüller Emmeline Ekrem Bryhn | 21 (19)  |
| Mixed                  |                                                            |           |                                                            |           |                                                                           |          |
| 25 m pistol            | Ukraina Viliena Bevz Vladyslav Medushevskyi                | 17        | Norge Ane Björkås Torgersen Hans Wang Nøstvold             | 15        | Ukraina Yuliia Didenko Oleksii Tsion                                      | 16 (2)   |
| Öppen klass            |                                                            |           |                                                            |           |                                                                           |          |
| 25 m standardpistol    | Théo Moczko Frankrike                                      | 559 0ERJ0 | Martin Cunda Tjeckien                                      | 559 0ERJ0 | Matteo Mastrovalerio Italien                                              | 556      |
| 50 m pistol            | Matteo Mastrovalerio Italien                               | 551 0ERJ0 | Christian Sternbrink Sverige                               | 539       | Maksym Kaminskyy Ukraina                                                  | 535      |

## Medaljtabell
*   Värdland ( Kroatien)
| Nr                   | Nation               | Guld | Silver | Brons | Totalt |
| -------------------- | -------------------- | ---- | ------ | ----- | ------ |
| 1                    | Norge                | 8    | 6      | 8     | 22     |
| 2                    | Tyskland             | 8    | 5      | 5     | 18     |
| 3                    | Schweiz              | 7    | 4      | 5     | 16     |
| 4                    | Polen                | 6    | 6      | 8     | 20     |
| 5                    | Ukraina              | 5    | 6      | 4     | 15     |
| 6                    | Frankrike            | 5    | 3      | 2     | 10     |
| 7                    | Slovakien            | 4    | 1      | 2     | 7      |
| 8                    | Tjeckien             | 3    | 4      | 2     | 9      |
| 9                    | Italien              | 2    | 3      | 3     | 8      |
| 10                   | Sverige              | 2    | 1      | 3     | 6      |
| 11                   | Lettland             | 2    | 1      | 0     | 3      |
| 12                   | Österrike            | 1    | 6      | 3     | 10     |
| 13                   | Serbien              | 1    | 1      | 2     | 4      |
| 14                   | Kroatien*            | 1    | 1      | 0     | 2      |
| 14                   | Slovenien            | 1    | 1      | 0     | 2      |
| 16                   | Danmark              | 1    | 0      | 1     | 2      |
| 16                   | Rumänien             | 1    | 0      | 1     | 2      |
| 18                   | Ungern               | 0    | 4      | 1     | 5      |
| 19                   | Estland              | 0    | 2      | 3     | 5      |
| 20                   | Azerbajdzjan         | 0    | 1      | 1     | 2      |
| 20                   | AIN                  | 0    | 1      | 1     | 2      |
| 22                   | Island               | 0    | 1      | 0     | 1      |
| 23                   | Bulgarien            | 0    | 0      | 2     | 2      |
| 24                   | Finland              | 0    | 0      | 1     | 1      |
| Totalt (24 nationer) | Totalt (24 nationer) | 58   | 58     | 58    | 174    |